# Гемофилия
Гемофили́я (от др.-греч. αἷμα — «кровь» и др.-греч. φιλία, здесь — «склонность») — редкое наследственное заболевание, связанное с нарушением коагуляции (процессом свёртывания крови). При этом заболевании возникают кровоизлияния в суставы, мышцы и внутренние органы, как спонтанные, так и в результате травмы или хирургического вмешательства. При гемофилии резко возрастает опасность гибели пациента от кровоизлияния в мозг и другие жизненно важные органы, даже при незначительной травме. Больные с тяжёлой формой гемофилии подвергаются инвалидизации вследствие частых кровоизлияний в суставы (гемартрозы) и мышечные ткани (гематомы). Гемофилия относится к геморрагическим диатезам, обусловленным нарушением плазменного звена гемостаза (коагулопатия).
Гемофилия появляется из-за изменения одного гена в хромосоме X. Различают три типа гемофилии (A, B, C).
- Гемофилия A (рецессивная мутация в X-хромосоме) вызывает недостаточность в крови необходимого белка — так называемого фактора VIII (антигемофильного глобулина). Такая гемофилия считается классической, она встречается наиболее часто, у 80—90 %[1] больных гемофилией. Тяжёлые кровотечения при травмах и операциях наблюдаются при уровне VIII фактора — 5—20 %.
- Гемофилия B (рецессивная мутация в X-хромосоме) — недостаточность фактора плазмы IX (Кристмаса). Нарушено образование вторичной коагуляционной пробки.
- Гемофилия C (аутосомный рецессивный либо доминантный (с неполной пенетрантностью) тип наследования, то есть встречается как у мужчин, так и у женщин) — недостаточность фактора крови XI, известна в основном у евреев-ашкеназов. В настоящее время гемофилия С исключена из классификации, так как её клинические проявления значительно отличаются от А и В.

Также эта болезнь имела название «королевская болезнь», так как была распространена у потомков королевы Виктории. По оценкам, примерно 1 из 10 000 человек страдает гемофилией. Во всем мире насчитывается около 450 000 больных гемофилией.

## Симптомы
Ведущими симптомами гемофилии А и В являются повышенная кровоточивость с первых месяцев жизни; подкожные, межмышечные, субфасциальные, забрюшинные гематомы, обусловленные ушибами, порезами, различными хирургическими вмешательствами; гематурия; обильные посттравматические кровотечения; гемартрозы крупных суставов, с вторичными воспалительными изменениями, которые приводят к формированию контрактур и анкилозов.
Обычно болезнью страдают мужчины (наследование, сцепленное с полом), женщины же обычно выступают как носительницы гемофилии и могут родить больных сыновей или дочерей-носительниц. Всего в мире задокументировано порядка 60 случаев гемофилии (типа A или B) у девочек. В связи с тем, что современная медицина существенно продлевает среднюю продолжительность жизни больных гемофилией, то определённо можно сказать, что случаи гемофилии у девочек будут встречаться всё чаще. Кроме того, примерно в 15—25 % случаев обследование матерей мальчиков, страдающих гемофилией, не выявляет указанных мутаций генов, что означает появление мутации в момент формирования родительской половой клетки. Таким образом, гемофилия может появляться и при отсутствии среди родителей носителей её генов.
Наиболее распространённое заблуждение о гемофилии — это то, что больной гемофилией может истечь кровью от малейшей царапины. Проблему составляют крупные ранения и хирургические операции, удаление зубов, а также спонтанные внутренние кровоизлияния в мышцы и суставы, обусловленные, по-видимому, уязвимостью стенок сосудов у больных гемофилией. Другое заблуждение связано с открытием немецкого врача Христиана Нассе, который постулировал наличие симптомов только у мужчин, женщин же причислял исключительно к носителям. Однако с появлением хромосомной теории наследственности стало ясно, что женщина тоже может заболеть при наличии двух "поломанных" копий генов.

## Известные носители
Самой известной носительницей гемофилии в истории была королева Виктория; по-видимому, эта мутация произошла в её генотипе de novo, поскольку в семьях её родителей страдающие гемофилией не зарегистрированы. Теоретически это могло бы произойти и в том случае, если бы биологическим отцом Виктории являлся не Эдуард Август, а какой-либо другой мужчина (больной гемофилией), однако никаких исторических свидетельств в пользу этого не существует. Гемофилией страдал один из сыновей королевы (Леопольд, герцог Олбани), страдали другие потомки, включая российского царевича Алексея Николаевича. По этой причине данное заболевание получило такие названия: «викторианская болезнь» и «царская болезнь». Также иногда в царских фамилиях для сохранения титула допускались браки между близкими родственниками, отчего частота встречаемости гемофилии была выше.

## Медицинская помощь
Для диагностики гемофилии применяется: коагулограмма, определение времени свёртываемости, добавление образцов плазмы с отсутствием одного из факторов свёртывания.
Гемофилия В у взрослых излечима методами генной терапии, в остальных случаях болезнь на сегодняшний день неизлечима, её течение контролируется с помощью инъекций недостающего фактора свёртываемости крови. Для лечения используются концентраты факторов свертывания как полученные из донорской крови, так и рекомбинантные (выращенные искусственным путём у животных). Некоторые гемофилы вырабатывают антитела против замещающего белка, что приводит к увеличению необходимой дозы фактора или применению заменителей, таких как свиной фактор VIII. В целом современные гемофилы при правильном лечении живут столько же, сколько и здоровые люди.
Носительницы гена гемофилии на сегодня практически не имеют возможности заранее спланировать рождение больного или здорового ребёнка, за исключением, возможно, процедуры экстракорпорального оплодотворения при соблюдении определённого ряда условий. Также, при соблюдении определённых условий, возможно диагностировать наличие гемофилии у плода с 8 недели беременности.

## Поиск лечения
Группе генетиков удалось вылечить лабораторных мышей от гемофилии при применении генотерапии. Учёные для лечения использовали аденоассоциированные вирусы (AAV).
Принцип лечения заключается в вырезании мутированной последовательности ДНК с помощью фермента, носителем которого является AAV, и последующей вставке в это место здорового гена уже вторым вирусом AAV. Фактор свёртывания IX кодируется геном F9. Если исправить последовательность F9, то фактор свёртывания начнёт вырабатываться в печени, как у здоровой особи.
После генотерапии у мышей уровень фактора в крови вырос до нормы. За 8 месяцев не было выявлено никаких побочных эффектов.
Лечение проводится во время кровотечения:
- гемофилия А — переливание свежей плазмы, антигемофилийная плазма, криопреципитат;
- гемофилия В — свежезамороженная донорская плазма, концентрат фактора свёртывания;
- гемофилия С — свежезамороженная сухая плазма.

Далее проводится симптоматическое лечение.
По мнению С. И. Куцева, опубликованному в мае 2019 года, некоторые фармацевтические компании мира «очень близки» к началу лечения гемофилии с помощью редактирования генома и классической генной терапии.
В настоящее время для лечения гемофили В у взрослых применяется одно из самых дорогих лекарств в мире, генотерапевтический препарат "Хемдженикс" на базе аденоассоциированного вирусного вектора.

## Методы лабораторной диагностики свертывающей системы крови
- Тромбоэластография
- Тест генерации тромбина (тромбиновый потенциал, эндогенный тромбиновый потенциал)
- Тромбодинамика
- Тест протромбинового времени (или Протромбиновый тест, МНО, ПВ)
- D-димер (анализ на уровень D-димера)
- Активированное частичное тромбопластиновое время (АЧТВ)

## Гемофилия у животных
Регистрируют ее преимущественно у собак, свиней и лошадей. Диагноз устанавливают на основании повышенной кровоточивости, наличия случаев заболеваний по линии самцов, с учётом удлинения времени свёртывания крови. Пробы на ломкость сосудов при гемофилии отрицательные. Дифференциальную диагностику проводят с гиповитаминозами С, К, Р, тромбоцитопенией, апластической анемией и аллергией. Решающее значение в диагностике имеют данные биохимических, морфологических исследований крови и результаты постановки аллергических проб.